# Mali Badić
Mali Badić (en cyrillique : Мали Бадић) est un village de Bosnie-Herzégovine. Il est situé dans la municipalité de Bosanska Krupa, dans le canton d'Una-Sana et dans la fédération de Bosnie-et-Herzégovine. Selon les premiers résultats du recensement bosnien de 2013, il compte 183 habitants.

## Démographie

### Évolution historique de la population
| 1948 | 1953 | 1961 | 1971 | 1981 | 1991 | 2013 |
| ---- | ---- | ---- | ---- | ---- | ---- | ---- |
| -    | -    | 238  | 304  | 320  | 313  | 183  |

|  |